# Македония Палас

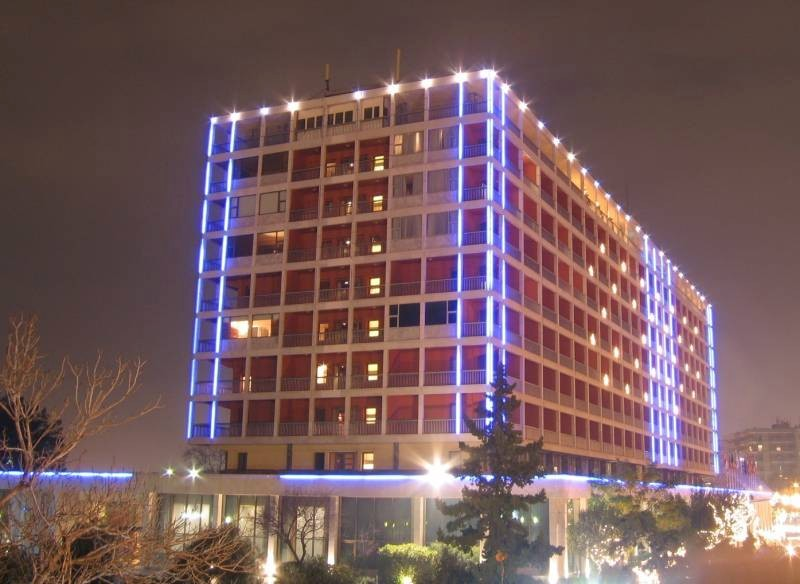
Македония Палас

Македония Палас (греч. Μακεδονία Παλλάς) — гостиница высшего ранга (5 звёзд) в городе Салоники, Греция. Считается одной из самых знаменитых гостиниц на севере Греции, расположена на проспекте Александра Великого (греч. Μέγαλου Ἀλέξανδρου) на набережной Эгейского моря. 
Македония Палас построена в 1970-е гг., насчитывает 284 комнаты. Из окон гостиницы открывается вид на Термический залив и гору Олимп. Она расположена недалеко от Белой башни, Международной торговой ярмарки и центра города. Расстояние до Международного аэропорта Македония — около 15 км. Отель — место проведения многих конференций и конгрессов.
Ежегодно, в сентябре в гостинице останавливается премьер-министр Греции, прибывающий на открытие Международной торговой ярмарки в Салониках. Среди знаменитых постояльцев гостиницы Владимир Путин, Фэй Данауэй, Колин Фаррел, Катрин Денёв.